# فانتازم IV: النسيان (فلم)
فانتازم IV: النسيان (بالإنجليزية: Phantasm IV: Oblivion) هو فيلم رعب تم إنتاجه في الولايات المتحدة وصدر سنة 1998 بطولة آيه. مايكل بالدوين وريجي بانستر، وهو الجزء الرابع من سلسلة أفلام «فانتازم».

## القصة
يسافر مايك عبر الزمن للماضي في محاولة منه للقضاء على «الرجل الطويل».

## الميزانية والإيرادات
كلف الفيلم 650,000 دولار.

## روابط خارجية
- مقالات تستعمل روابط فنية بلا صلة مع ويكي بيانات